# Гиблянка
Гиблянка — деревня в Советском районе Кировской области в составе Родыгинского сельского поселения. 

## География
Находится на левом берегу реки Немда на расстоянии менее 2 км по прямой на запад от районного центра город Советск.

## История
Известна с 1646 года как деревня Жеребцовская с 9 дворами и населением 39 душ мужского пола. В 1873 года отмечалась как деревня Жеребцова или Гиблянка, в которой дворов 8 и жителей 77, в 1905 11 и 73, в 1926 13 и 74, в 1950 21 и 103. В 1989 году оставалось 49 жителей. Нынешнее название утвердилось с 1939 года.

## Население
Постоянное население составляло 41 человек (русские 95%) в 2002 году, 37 в 2010.